# Pletius de Casesnoves
Els Pletius de Casesnoves és una zona d'antics pletius situada dins del terme municipal de la Vall de Boí, a la comarca de l'Alta Ribagorça, i dins la zona perifèrica del Parc Nacional d'Aigüestortes i Estany de Sant Maurici.

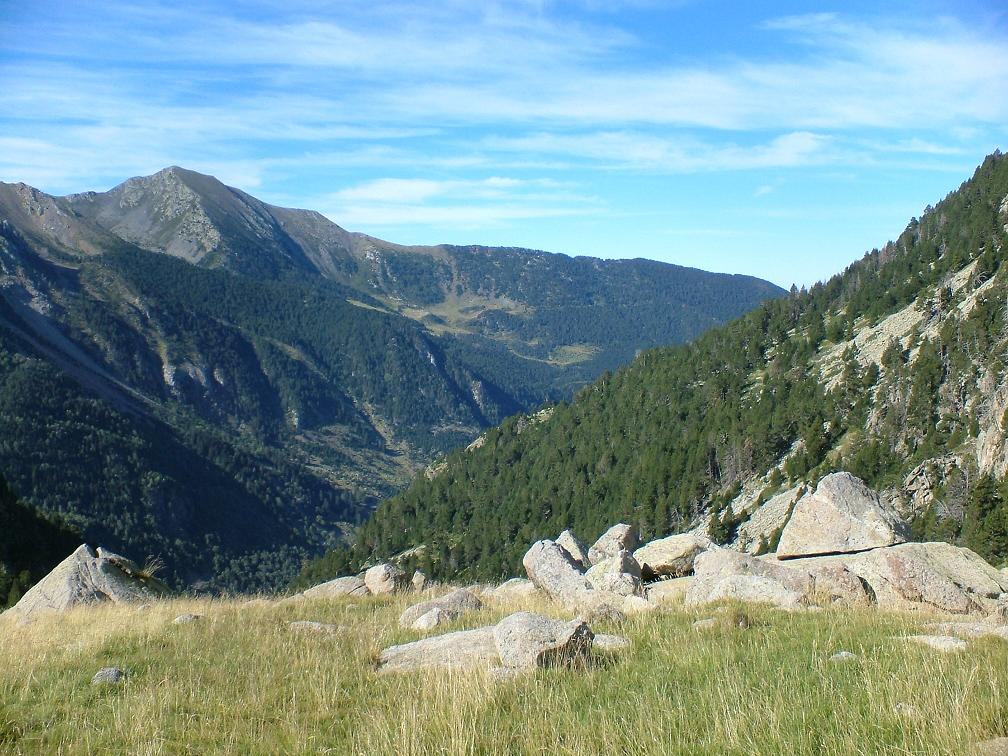
Tuc de la Comamarja, vist des de la Vall de Sarradé. A la seva esquerra, es troben les Cometes de Casesnoves. A la dreta, per sota de la Serra de Llats trobem els Pletius de Casesnoves.

El nom prové «del llatí casas novas, cabanes noves». Per haver sigut una «zona plena de pletius, pletes i cabanes».
Es troben, entre els 1.900 i 2.220 metres d'altitud, a la Vall de Sant Nicolau. Situats a la riba dreta del Riu de Sant Nicolau, entre els barrancs de les Molines i de Casesnoves; per sota de la Serra de Llats (SO) i del Tuc de la Comamarja (SE).

## Rutes[3]
Dues són les alternatives més habituals:
- Sortint de Taüll o el Pla de l'Ermita: Es remunta uns 400 metres pel Barranc de Remediano direcció nord-nord-est, per girar cap a l'oest-nord-oest i dirigir-se al Faro (lloc on té lloc l'encesa de les falles a les festes de Taüll); es continua després cap al nord-nord-est, per buscar el pas a la Vall de Sant Nicolau que es troba entre el Pui-redó i el Cap de les Creuetes. Un cop al vessant nord, el camí ens porta a la Portella Negra, per davallar suaument cap a llevant fins als pletius.
- Des de l'extrem occidental de l'Estany de Llebreta seguint direcció oest-sud-oest fins als pletius.